# La missione teatrale di Wilhelm Meister
La missione teatrale di Wilhelm Meister è un frammento di un romanzo teatrale di Johann Wolfgang von Goethe, composto tra il 1777 e il 1785. Noto anche come Urmeister, è stato utilizzato da Goethe nel romanzo di formazione Gli anni di apprendistato di Wilhelm Meister. Una parte del romanzo fu trovata nel 1910 e stampata per la prima volta nel 1911.

## Traduzioni italiane
- La missione teatrale di Guglielmo Meister, traduzione di Silvio Benco, Milano, Mondadori, 1932.
- La vocazione teatrale di Wilhelm Meister, traduzione di e note di Marta Bignami, introduzione di Nello Saito, Tumminelli, 1969. - Milano, Garzanti, 1977.
- La vocazione teatrale di Wilhelm, traduzione di Emilio Castellani, Milano, Mondadori, 1993  [1991, in Romanzi, Meridiani Mondadori].
- La missione teatrale di Wilhelm Meister, traduzione di Gabriella Piazza, Introduzione di Italo Alighiero Chiusano, Milano, BUR, 1994.